# Sanguinaria canadensis
Sanguinaria canadensis là một loài thực vật có hoa trong họ Anh túc. Loài này được L. miêu tả khoa học đầu tiên năm 1753.

## Hình ảnh

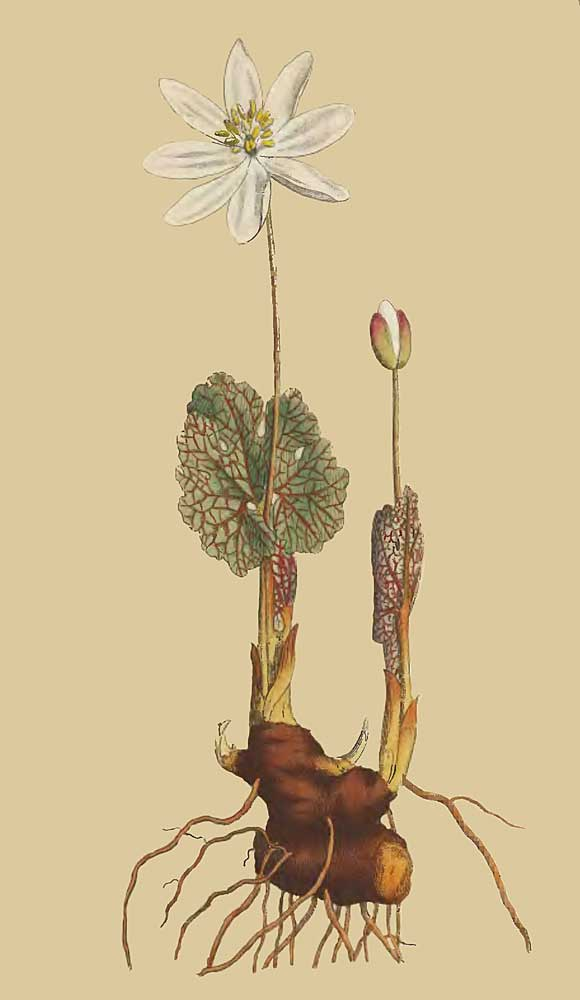
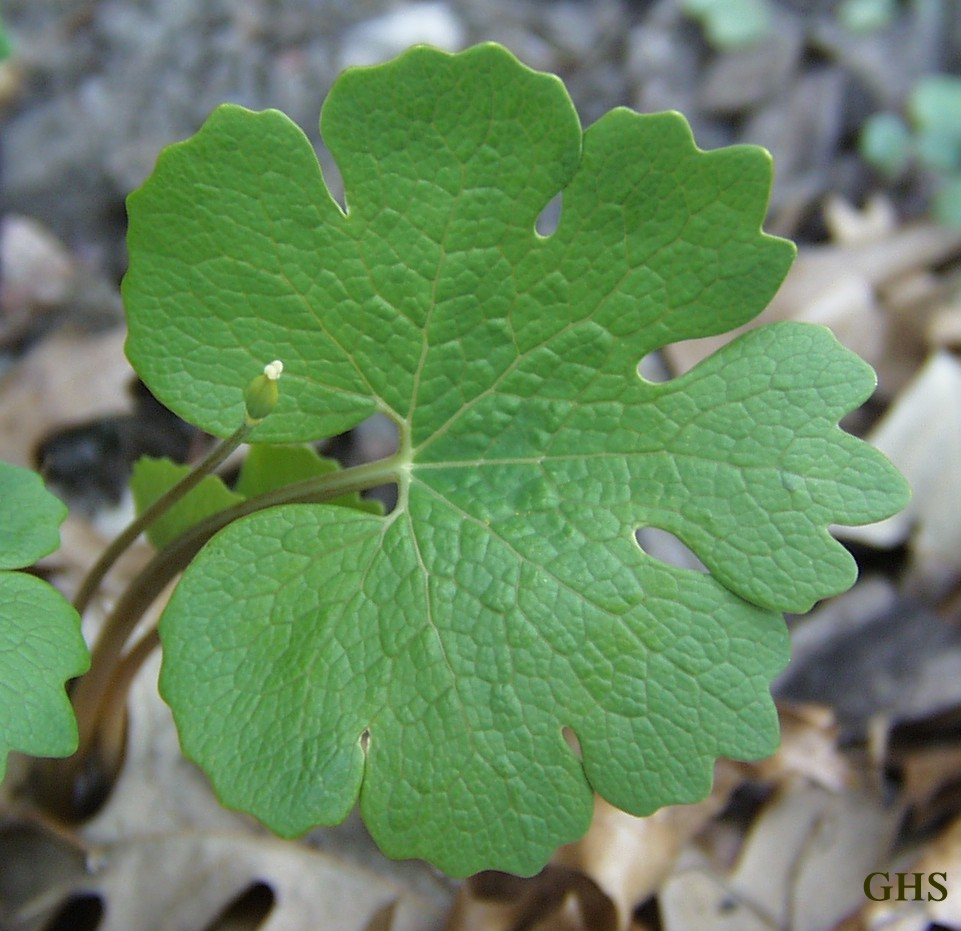
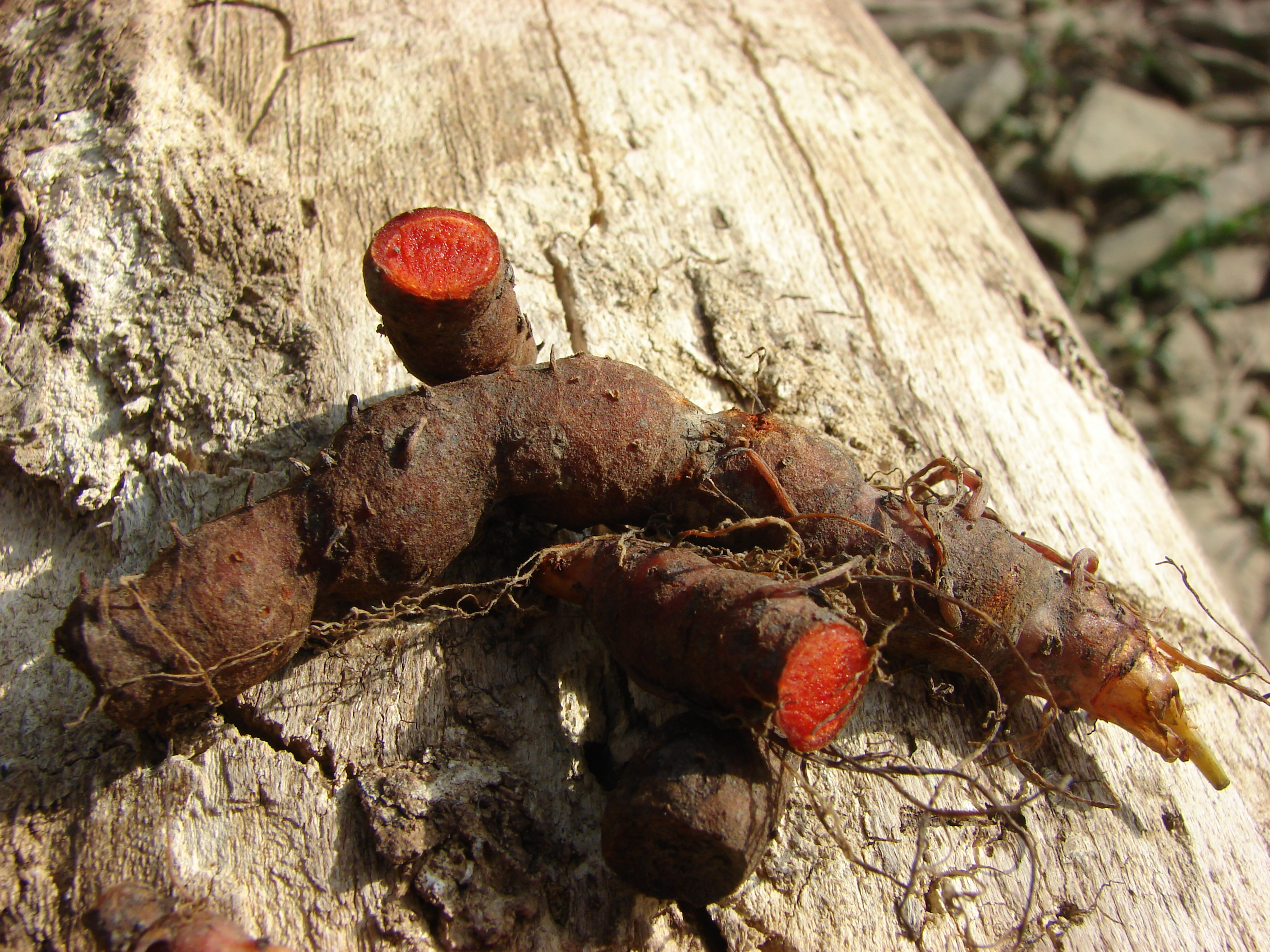
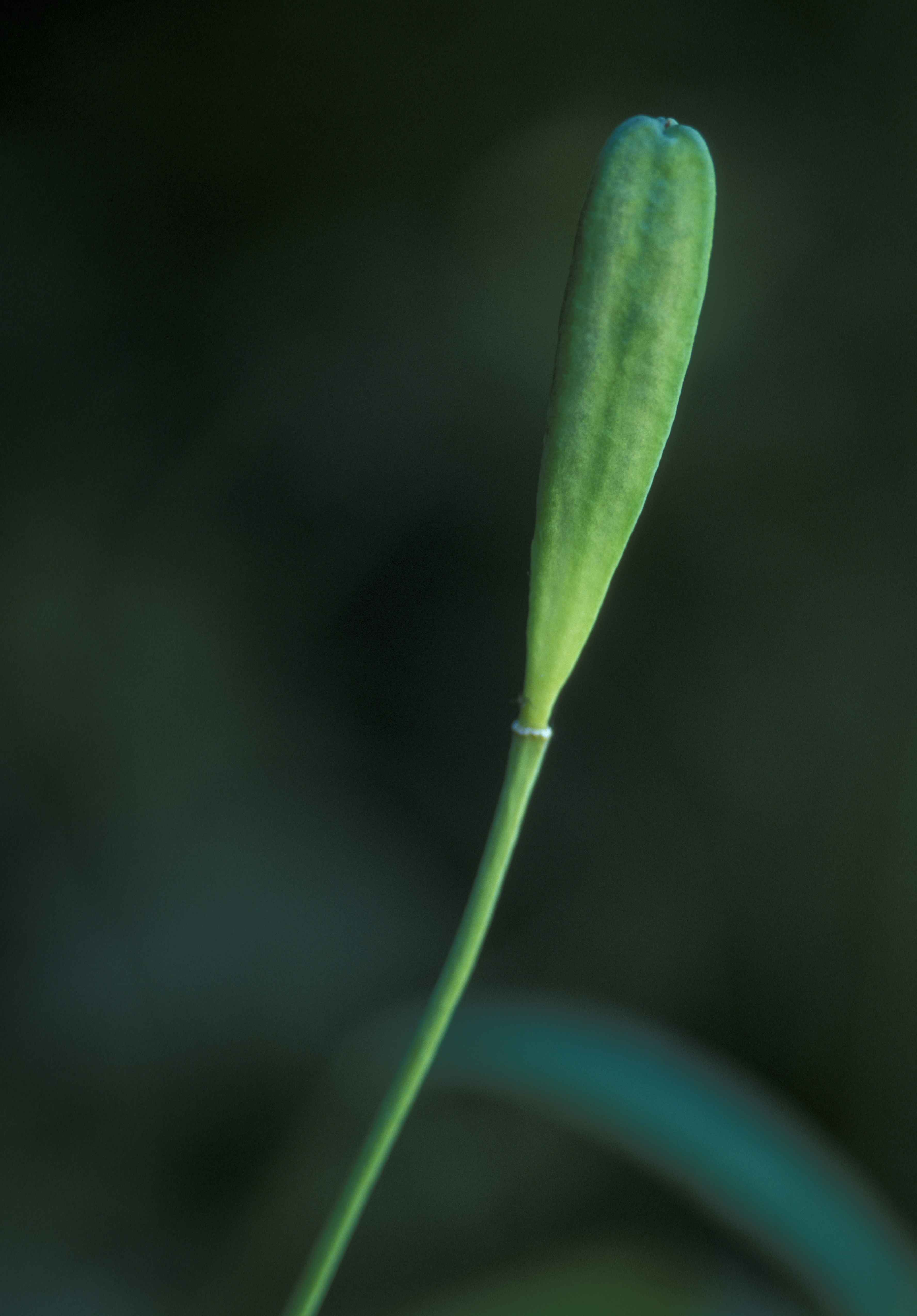